# Mohammed ech-Cheikh
Moulay Mohammed ech-Cheikh ech-Cherif al-Hassani ad-Darai at-Tagmadert (arabisch مولاي محمد الشيخ الشريف الحسني, DMG Mūlāy Muḥammad aš-Šaiḫ aš-Šarīf al-Ḥassanī; † 23. Oktober 1557) war Scheich und erster Sultan der Saadier in Marokko (1544–1557).
Nach dem Tod von Scheich Abu Abdallah al-Qa'im (1517) übernahm Mohammad ech-Cheikh neben seinem älteren Bruder Ahmed al-Araj die Führung der Saadier im Kampf gegen die Portugiesen. Zunächst wurden mit der Eroberung von Marrakesch (1524) Erfolge gegen die Ouattasiden erzielt.
Allerdings kam es im Jahr 1544 zum Bruch zwischen den Brüdern, wobei sich Ahmed al-Araj mit den Ouattasiden unter Bou Hassoun verbündete. Dennoch konnte sich Mohammad ech-Cheikh in Südmarokko behaupten und gewann mit der Vertreibung der Portugiesen aus Agadir (1541) und anderen Atlantikhäfen hohes Ansehen in der Bevölkerung. Nach der Reorganisation des Heeres nach osmanischem Vorbild gelang ihm 1549 die Eroberung von Fès und der Sturz der Ouattasiden. Zwar konnten diese unter Bou Hassoun mit osmanischer Hilfe im Jahr 1554 nochmals Fès besetzen, doch war mit dem Sieg der Saadier und dem Tod von Bou Hassoun die Herrschaft der Saadier gesichert.
Um die Ansprüche der Osmanen abzuwehren, nahm Mohammed ech-Cheikh den Kalifentitel an und verbündete sich mit Spanien. Dieses befand sich zur gleichen Zeit im Kampf gegen die Korsaren von Algier und Tunis. Im Inneren versuchte Mohammed ech-Cheikh den Einfluss der Bruderschaften und der Marabouts einzudämmen. Durch die Organisation eines funktionierenden Steuersystems und den Aufbau eines starken Söldnerheeres wurde die Herrschaft der Saadier weiter abgesichert. Allerdings wurde Mohammed ech-Cheikh am 23. Oktober 1557 durch osmanische Agenten ermordet. Sein Sohn Abdallah al-Galib (1557–1574) trat seine Nachfolge in Marokko an.